# 주광일
주광일(朱光逸, 1943년 ~ )은 제25대 서울고등검찰청 검사장을 역임한 법조인이다.

## 생애
1943년 인천광역시에서 태어나 경기고등학교와 1965년 서울대학교 법학과를 졸업하고 1965년 제5회 사법시험 합격하였다. 1979년 서울대학교 대학원에서 법학박사 학위를 취득하였다. 2006년에는 미국 노스웨스턴대학교 로스쿨을 수료하였다.
검사로 있으면서 면도날이라고 불릴 만큼 일처리가 매섭고 깔끔하며 잔일까지도 직접 챙겨 부하검사들이 부담스러워했다. 10.26 사건 직후 합동수사본부에 파견돼 김재규 수사를 맡았으나 "개혁의지가 없다"는 이유로 원대복귀되기도 했다. 인천지방검찰청 검사장으로 있을 때 자신이 직접 언론 브리핑을 했던 인천 북구청 세금 횡령 사건, 인천지방법원 집달관 비리 사건 등 대형 사건을 처리했다.
서울지방검찰청 북부지청 차장검사로 있던 1989년 9월 18일부터 나흘간 홍콩에서 열린 아시아지역법률가회의에 참석하여 '한국경제 발전 과정에 있어서의 외자도입법의 역할'이라는 주제발표를 했다.
대전고등검찰청 차장검사로 있던 1992년 8월 경기고등학교와 서울대학교 다닐 때 써두었던 사랑을 주제로 한 시 60편을 묶은 《저녁노을 속의 종소리》(도서출판 빛남)라는 시집을 출판했다.
대검찰청 감찰부장으로 있던 1993년 3월 고위 공직자 재산 신고에서 주광일은 총액 826,870,551원을 신고했으며 구체적으로는 본인 명의의 서초동 삼풍아파트 64평형 아파트 3400만원, 서초동 파레스오피스텔 49.72제곱미터 43,437,733원, 한일투자신탁 예금 2천만원, 국민은행 예금 11,207,447원 서울신탁은행 예금 900만원, 조흥은행 예금 1,245,071원, 청주컨트리클럽 회원권 1400만원, 삼풍스포츠맥스 가족회원권 17,510,000원, 화승레스피아패밀리타운 8,950,000원, 프린스2,0 승용차(90년형) 300만원과 함께 아버지 소유의 인천 중구 신흥동 주택 대지 198.3 제곱미터 160,520,300원 아들인 장남 주성규 쌍용투자증권 예금 400만원이었다.
법무부 법무실장으로 있던 1994년 5월에  "앞으로 세계 경제질서를 지배할 우르과이라운드 협정은 우리의 경제에도 큰 영향을 미치게 되지만 아직 이에 대한 상세한 이해가 부족한 것 같다"면서 《UR 협정의 법적 고찰》이라는 국내 최초의 우르과이라운드 개설서를 발간했다.
김대중 정부가 출범한 직후인 1998년 3월 19일 대통령으로부터 국민고충처리위원회 제4대 위원장에 위촉됐으며 주광일은 임명 직후 "항상 국민의 편에 서서 국민의 아픔과 눈물을 씻어주는 위원회로 만들겠다"고 했다.

## 경력
- 서울지방검찰청 검사
- 춘천지방검찰청 원주지청 검사
- 대구지방검찰청 부장검사
- 법무부 검찰4과장
- 부산지방검찰청 특수부 부장검사
- 청주지방검찰청 차장검사
- 광주지방검찰청 차장검사
- 1992년 대전고등검찰청 차장검사
- 1993년 대검찰청 감찰부장
- 1993년 법무부 법무실장
- 1993년 4월 3일 ~ 1993년 9월 20일 제36대 춘천지방검찰청 검사장
- 1994년 9월 16일 ~ 1995년 9월 19일 제10대 인천지방검찰청검사장
- 1995년 9월 20일 ~ 1997년 8월 10일 제5대 대전고등검찰청 검사장
- 1997년 8월 11일 ~ 1998년 3월 18일 제25대 서울고등검찰청 검사장
- 1998년 3월 19일 국민고충처리위원회 위원장
- 법무법인 나라 변호사
- 경희대 법대 겸임교수
- 세종대학교 석좌교수